# Chamesey
Chamesey [ʃamzɛ] ist eine französische Gemeinde mit 139 Einwohnern (Stand: 1. Januar 2022) im Département Doubs in der Region Bourgogne-Franche-Comté.

## Geographie
Chamesey liegt auf 725 m, zwölf Kilometer westlich von Maîche und etwa 32 Kilometer südsüdwestlich der Stadt Montbéliard (Luftlinie). Das Dorf erstreckt sich im Jura, auf einem ausgedehnten Hochplateau auf der Nordwestseite des Tals des Dessoubre, am Südfuß des Höhenrückens von Chamesey. Das Gemeindegebiet gehört zum Regionalen Naturpark Doubs-Horloger.
Die Fläche des 6,42 km² großen Gemeindegebiets umfasst einen Abschnitt des französischen Juras. Der östliche Teil des Gebietes wird von einer Hochfläche eingenommen, die durchschnittlich auf 700 m liegt. Sie ist überwiegend von Wies- und Weideland bestanden. Das Plateau besitzt keine oberirdischen Fließgewässer, weil das Niederschlagswasser im verkarsteten Untergrund versickert. Nach Westen erstreckt sich das Gemeindeareal auf den breiten Höhenrücken von Chamesey, der die Hochfläche vom westlich gelegenen Becken von Pierrefontaine trennt. Auf dieser Höhe wird mit 865 m die höchste Erhebung von Chamesey erreicht.
Zu Chamesey gehört der Weiler Derrière le Crêt (845 m) auf dem Höhenrücken von Chamesey. Nachbargemeinden von Chamesey sind Belleherbe im Norden, Charmoille im Osten, Longevelle-lès-Russey und Bretonvillers im Süden sowie Pierrefontaine-les-Varans im Westen.
Mit Wirkung vom 1. Januar 2009 erfolgte eine Änderung der Arrondissementszugehörigkeit der Gemeinde. Bislang zum Arrondissement Montbéliard gehörend, kamen alle Gemeinden des Kantons zum Arrondissement Pontarlier.

## Bevölkerung
| Jahr                       | 1962 | 1968 | 1975 | 1982 | 1990 | 1999 | 2011 | 2021 |
| Einwohner                  | 156  | 151  | 124  | 111  | 105  | 101  | 120  | 140  |
| Quellen: Cassini und INSEE |      |      |      |      |      |      |      |      |

Mit 139 Einwohnern (Stand 1. Januar 2022) gehört Chamesey zu den kleinsten Gemeinden des Départements Doubs. Nachdem die Einwohnerzahl in der ersten Hälfte des 20. Jahrhunderts stets im Bereich zwischen 145 und 175 Personen gelegen hatte, wurde seit Beginn der 1960er Jahre ein Bevölkerungsrückgang verzeichnet.

## Sehenswürdigkeiten
- Dorfkirche Saint-Laurent, im späten 18. Jahrhundert errichtet
- Ovaler Brunnen

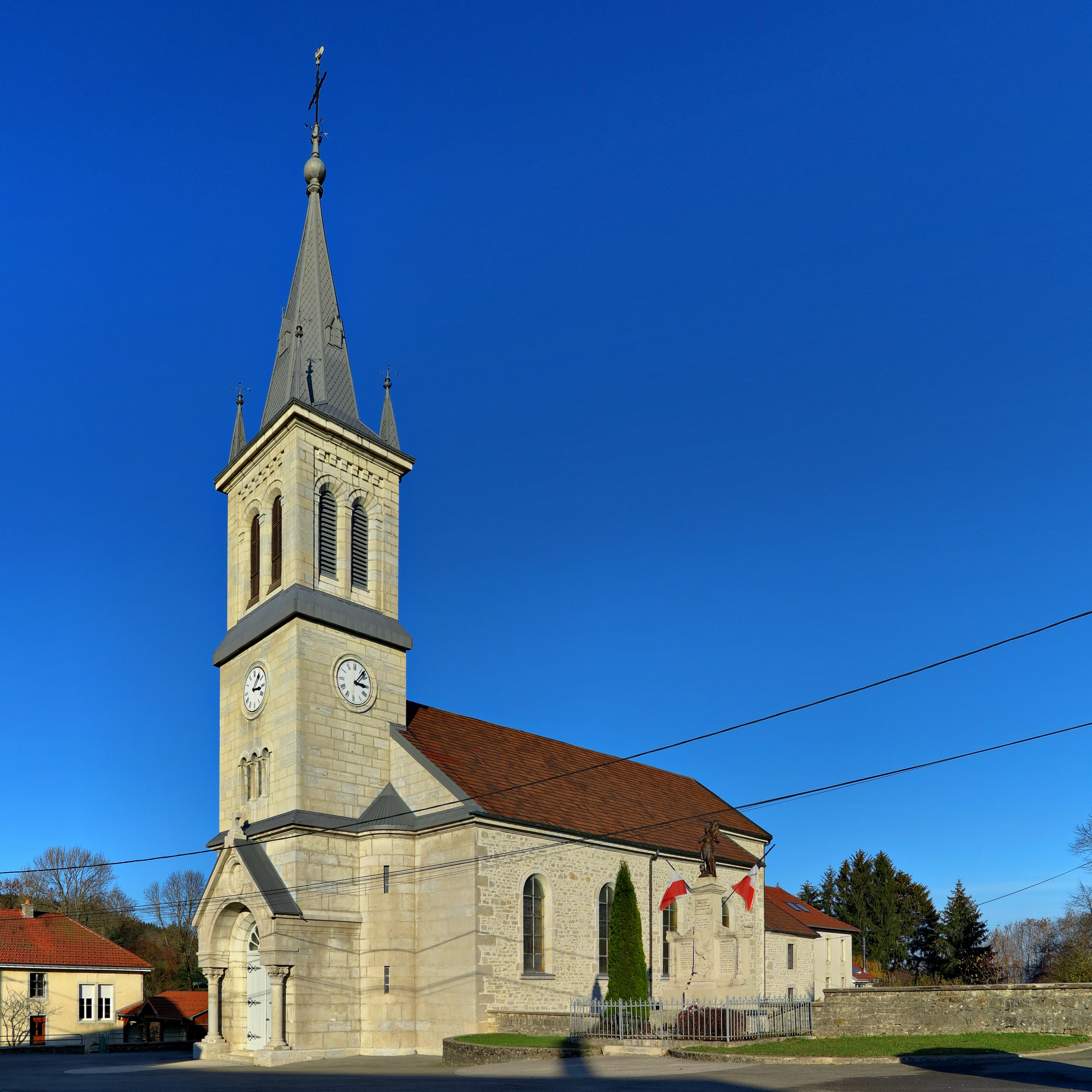
Kirche Saint-Laurent
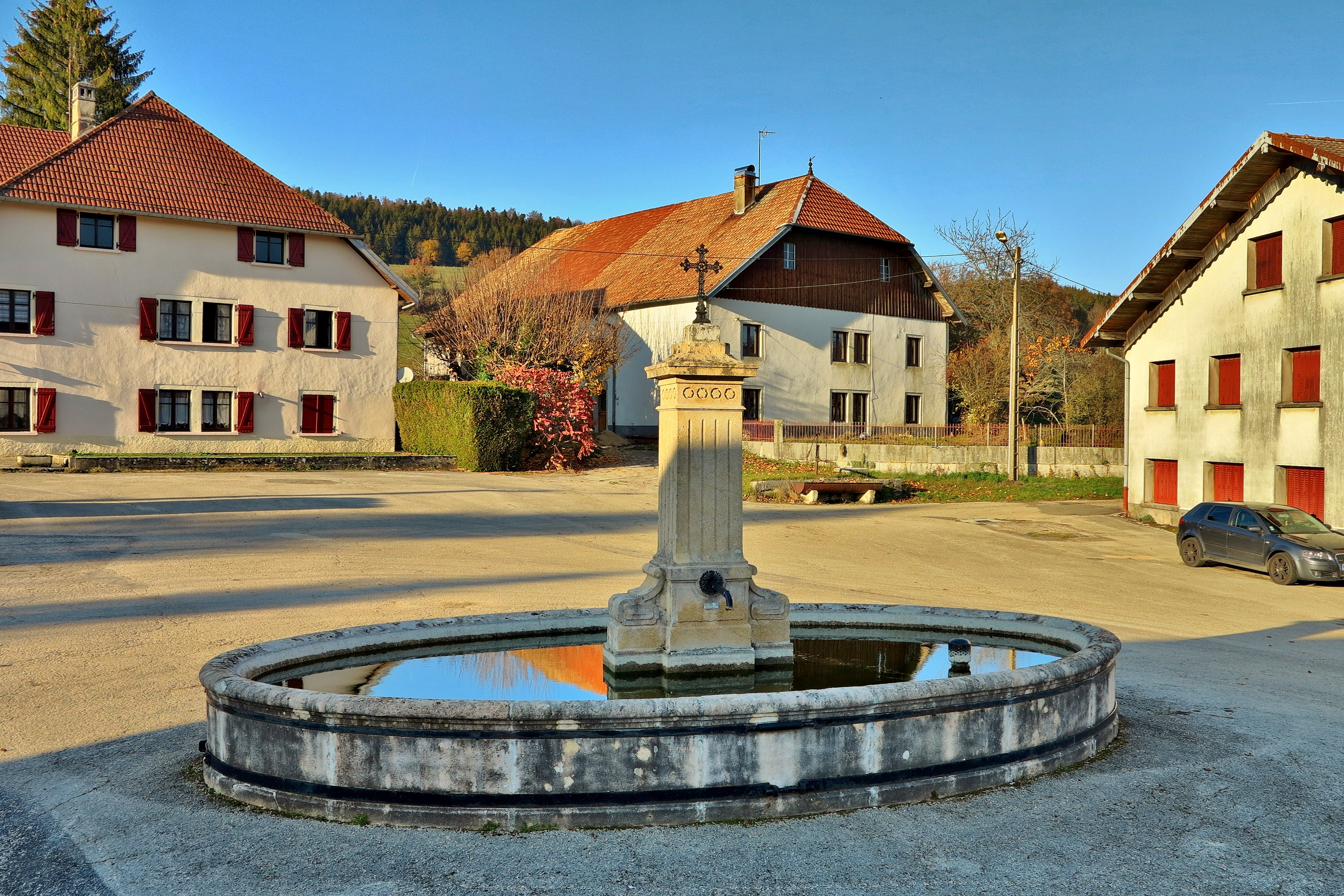
Ovaler Brunnen in der Ortsmitte von Chamesey

## Wirtschaft und Infrastruktur
Chamesey war bis weit ins 20. Jahrhundert hinein ein vorwiegend durch die Landwirtschaft (Viehzucht und Milchwirtschaft, etwas Acker- und Obstbau) geprägtes Dorf. Daneben gibt es heute einige Betriebe des lokalen Kleingewerbes, vor allem in der Holzverarbeitung. Viele Erwerbstätige sind auch Wegpendler, die in den größeren Ortschaften der Umgebung ihrer Arbeit nachgehen.
Die Ortschaft liegt abseits der größeren Durchgangsstraßen an einer Departementsstraße, die von Belleherbe nach Bretonvillers führt. Weitere Straßenverbindungen bestehen mit Longevelle-lès-Russey und Laviron.